# Robinho
Robson de Souza (znan po vzdevku Robinho), brazilski nogometaš, * 25. januar 1984, São Vicente, Brazilija.
Robinho je nekdanji brazilski nogometaš, ki je igral tudi za klube Santos, Manchester City, Milan in Atlético Mineiro.